# Robert Harron
Robert Emmet Harron (12 de Abril de 1893 – 5 de Setembro de 1920), também conhecido como Bobby Harron, foi um ator estadunidense da era do filme mudo. Embora tivesse agido em escores de filmes, ele é melhor relembrado nos filmes dirigidos por D.W. Griffith, Intolerância e O Nascimento de uma Nação. Ele também foi o irmão mais velho de John Harron e da atriz Mary Harron.

## Filme Antigo
Nascido Robert Emmett Harron em Nova Iorque, Nova Iorque, Estados Unidos, ele era o segundo dos mais velhos irmãos pobres, que trabalhava em uma família católica irlandesa. Ele foi até os Irmãos Christian em uma escola no Greenwich Village e começou a trabalhar aos treze anos de idade quando conseguiu o emprego de mensageiro para o American Biograph Studios para ajudar a sustentar sua família. Num dia, trabalhando para a Biograph, Robert Harron, junto aos amigos Irmãos Christian e um velho colega de classe James Smith tiveram uma nóticia do novo diretor contratado D.W. Griffith que colocou eles em contrato para eles aparecerem em alguns pedaços do estúdio. Seu primeiro filme foi um que já se perdeu de 1907, do estúdio Biograph, um curta chamado Bobby's Kodak. Harron logo começou a ser o preferido de Griffith e resolveu dar ao pequeno Harron de 14 anos de idade, grandes papéis nos longos filmes.
O jovem Robert Harron estava frequentemente nos elencos de Griffith nos papéis de "sensivite" e "naïve" que foi esmagadoramente simpático e atraente para filmes Americanos nos mais velhos anos do cinema americano, e não muito longe da vida de Harron. Harron foi muitas vezes descrito como uma calma e suave juventude. Foram estas medidas que levaram ele a ganhar interesse público como um jovem ator, especialmente por suas amantes. Em 1912 sozinho, Harron apareceu em médio em quarenta filmes de Biograph. 
Robert Harron morreu em 5 de setembro de 1920, após ser atingido no peito por um disparo acidental de sua própria arma, aos 27 anos.

## Filmografia
A tradução do título do filme não é o original, porque são filmes antigos ou perdidos, que geralmente só foram apresentados em inglês. Aqui está alguns filmes que o ator de carreira desde 1907 fez, desde 1916.
- Coincidência/ Coincidence (1921); Billy Jenks
- A Grande Resposta/ The Greatest Question (1919); Jimmie Hilton
- A Mãe e a Lei/ The Mother and the Law (1919); o jovem
- Verdadeiro Coração de Susie/ True Heart Susie (1919); William Jenkins
- A Garota Que Ficou em Casa/ The Girl Who Stayed at Home (1919); James Grey
- Um Romance no Vale da Felicidade/ A Romance of Happy Valley (1919); John L. Logan jr.
- A Maior Coisa na Vida/ The Greatest Thing in Life (1918); Edward Livingston
- O Grande Amor/ The Great Love (1918); Jim Young
- Corações do Mundo/ Hears of the World (1918) fora dos créditos; O jovem e Douglas Gordon Hamilton
- Alameda do Sorriso/ Sunshine Alley (1917); Ned Morris
- Um Jovem Velho Exibido/ An Old Fashioned Young Man (1917); Frank Trent
- O Malandro/ The Bad Boy (1917); Jimmie Bates
- O Rato Molhado/ The Wharf Rat (1916); Eddie Douglas
- O Pequeno Mentiroso/ The Little Liar (1916); Bobby
- O Casamento de Molly'O/ The Marriage of Molly'O (1916); Larry O'Dea
- Intolerância: Briga pelo Amor em torno dos anos/ Intolerance: Love's Struggle throghout the Ages (1916); O Garoto (história moderna)
- A Garota Selvagem da Serra/ The Wild Girl of the Sierras (1916); Bob Jordan
- A Criança das Ruas de Paris/ The Child of the Paris Streets (1916); Jimmie Parker

## ligações externas
- Robert Harron. no IMDb.